# Hinckley
Hinckley è una città di 43 246 abitanti della contea del Leicestershire, in Inghilterra.

## Economia
Il comune ospita la sede principale dell'azienda motociclistica Triumphː fornitore unico di motori per le motociclette della classe Moto2 del Motomondiale, e impegnata con modelli di produzione propria nel Campionato mondiale Supersport.

## Amministrazione

### Gemellaggi
- Le Grand-Quevilly
- Herford